# Sunset, Texas
Sunset är en ort i Montague County i delstaten Texas, USA.